# Sagrada Família (metropolitana di Barcellona)
Sagrada Família è una stazione della metropolitana di Barcellona, situata vicino all'omonimo tempio, simbolo della moderna Barcellona, capolavoro di Antoni Gaudí.
La stazione presta servizio alla L2 e alla L5 della metropolitana di Barcellona. Fu inaugurata nel 1970, in seguito all'espansione della linea 5. Nel 1995 la fermata divenne un interscambio con la nuova L2, di cui costituì il capolinea fino al 1997.
La stazione dispone di entrate dalla Plaça de la Sagrada Família, dal Carrer de Mallorca e dal Carrer de Provença.